# Lucca-Madonna
Als Lucca-Madonna wird ein Gemälde des flämischen Malers Jan van Eyck bezeichnet, das vermutlich zwischen 1432 und 1441 entstand. Den Namen trägt es nach Karl II. (Parma), dem Herzog von Lucca, in dessen Sammlung sich dieses Gemälde zeitweise befand.
Das 65,7 mal 49,6 Zentimeter große Gemälde zeigt eine auf einem hölzernen Thron sitzende und von einem Baldachin überkrönte Madonna, die den Christusknaben stillt. Diese Form der Mariendarstellung wird häufig auch als „Maria Lactans“ bezeichnet. Sie löste im 14. Jahrhundert die bis dahin idealtypische Darstellung Mariens als Himmelskönigin ab, wie sie für die Hochgotik charakteristisch war.
Bildträger des Gemäldes sind drei vertikal angeordnete Eichenholzbretter. Die kleine Bildgröße lässt darauf schließen, dass es als privates Andachtsbild gedacht war. Der Auftraggeber des Gemäldes ist unbekannt. Heute befindet sich das Gemälde im Städel Museum in Frankfurt am Main und gilt als eines der bedeutendsten Werke dieser Sammlung.

## Bildbeschreibung

### Raum und Inneneinrichtung
Der dargestellte Raum ist eng und vom Thron dominiert. In den Raumecken befinden sich Dreiviertelsäulen, die an ihrem oberen Ende für den Betrachter kaum erkennbar in ein Kreuzrippengewölbe übergehen. Die vom Betrachter aus linke Seitenwand ist durch ein hohes Fenster mit klaren Butzenscheiben durchbrochen. Auf dem Fenstersims liegen zwei Früchte, die nicht eindeutig identifizierbar sind. In den meisten Bildbeschreibungen werden die Früchte als Äpfel bezeichnet, sie können jedoch gleichermaßen als Orangen gedeutet werden. Für die Bildaussage ist nach heutigem kunsthistorischen Verständnis von nachrangiger Bedeutung, um welche Frucht es sich handelt, da beide gleichermaßen auf das Paradies anspielen und in diesem Kontext eine ähnliche Symbolik besitzen. Auf der rechten Seitenwand befindet sich spiegelbildlich zum Fenster eine Wandnische. Auf dem dort eingelassenen Regalbrett stehen ein leerer Kerzenhalter sowie eine halb gefüllte Glaskaraffe. Auf dem Sims darunter steht eine mit Wasser gefüllte große Schüssel oder ein Waschbecken. Schräg oberhalb vom Fenster beziehungsweise der Wandnische ist jeweils ein Okulus angedeutet. Für den Betrachter sind jeweils nur die Wandeinlässe sichtbar; der Rest ist vom Bildrand beschnitten.
Der Boden des Raumes besteht aus blauweißen, geometrisch gemusterten Fliesen. Ein Teppich bedeckt den Sockel des Thrones und verdeckt den größten Teil der Fliesen. Ähnlich wie die Fliesen weist auch der in Rot, Grün, Blau und Gelb gehaltene Teppich ein geometrisches Muster auf. Der Anfang des Teppichs ist für den Betrachter nicht sichtbar. Es wird vom Bildrand abgeschnitten.
Vom hölzernen Thron sind nur Teile des Sockels, die Armlehnen und Teile der Rückenlehne sichtbar. Arm- und Rückenlehnen sind jeweils von Löwenfiguren gekrönt. Jan van Eyck hat sie so gemalt, dass sie an gegossene Bronze erinnern. Der Baldachin des Thrones besteht aus einem Stoff, durch dessen blauen Grund sich ein stilisiertes und in Grün und Gold ausgeführtes gleichmäßiges Rankenmuster zieht. Der Baldachin endet in einer feinen Fransenborte. Der gleiche Stoff, aus dem auch der Baldachin besteht, bedeckt die Rückseite des Thrones, hier sind allerdings gleichmäßig weiße und rote stilisierte Blüten eingestreut. Das Blaugrün der Stoffbespannung wiederholt sich außerdem in der Robe Mariens sowie in den Ornamenten des Teppichs. In ähnlicher Form findet sich das Blütenmotiv der Stoffbespannung in dem perlengefassten roten Edelstein des Haarreifs und im Ornament des Teppichs.

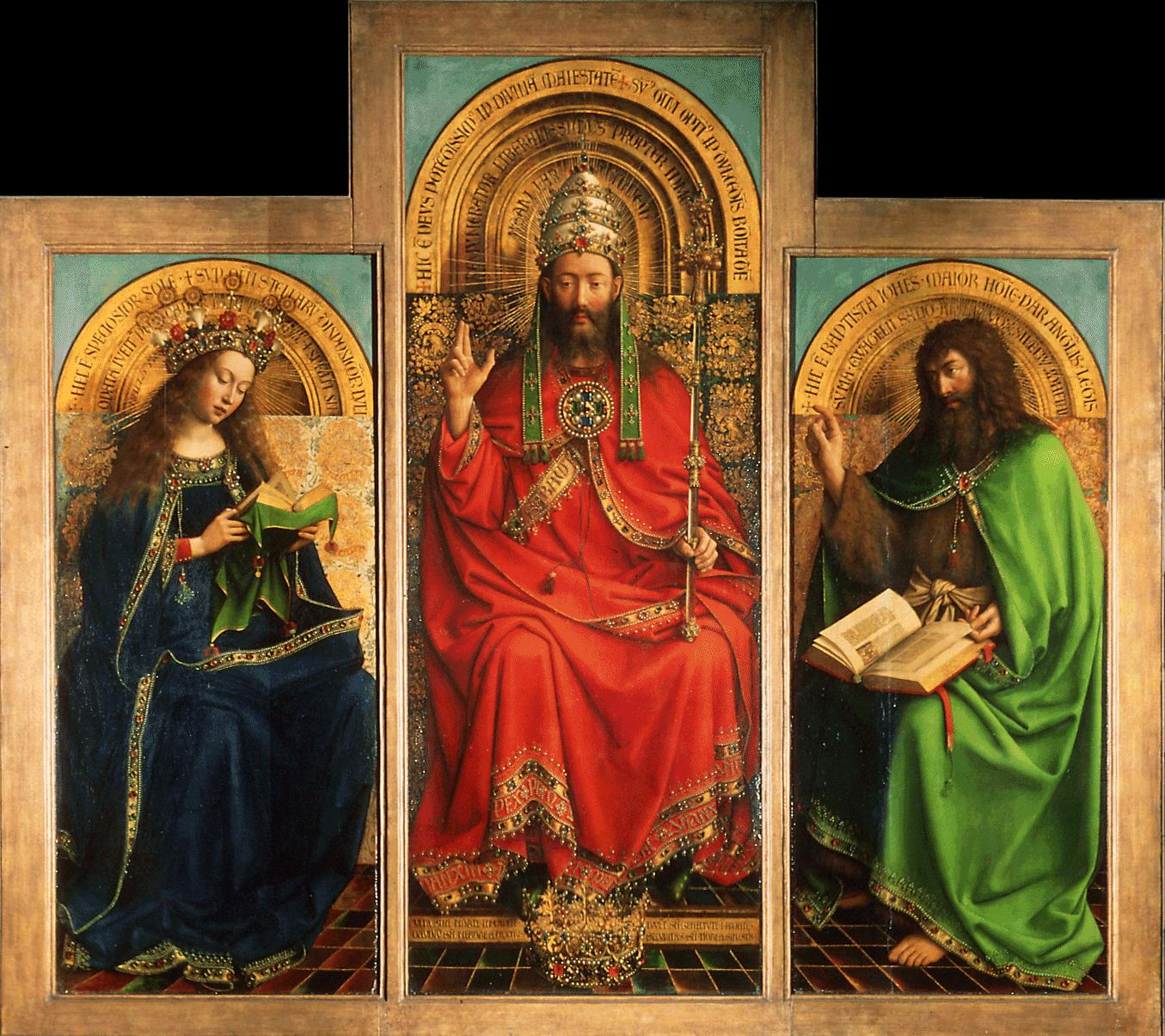
Rote Heuken heben auf mehreren Gemälden Jan van Eycks die zentrale Figur hervor. Hier eine Tafel des Genter Altars

### Marienfigur und Christusknabe
Das weiße, fast durchsichtige Hemd, das Maria unter ihrer Robe trägt, ist nur durch einen dünnen Rand zu erkennen, der am Halsausschnitt sichtbar ist. Die Grundfarbe der Robe ist blau und greift den Farbton des Stoffes auf, aus dem Baldachin und Thronrückseite bestehen. Am Halsausschnitt weist die Robe einen gelben Saum auf. Der linke Ärmel dieser Robe endet in einem schmalen Pelzstreifen und gibt den Blick frei auf einen eng anliegenden roten Ärmel eines zweiten Hemdes oder Rocks, den Maria unter der Robe trägt. Der rechte Ärmelende der Robe ist von dem stoffreichen Umhang verdeckt, der die Marienfigur fast vollständig umgibt. Die Farbe dieses Umhangs – auch Heuke genannt – mit seinem reichen Faltenwurf ist rot. Die Säume des Umhangs sind mit Perlen, Edelsteinen und Goldstickereien reich gefasst. Perlen finden sich auch auf dem schmalen Diadem, das die hellbraunen Haare Marias über der Stirn zusammenhält. In der Mitte dieses Diadems befindet sich ein einzelner, roter Edelstein, der blütenförmig von sechs Perlen umgeben ist. Über die Schultern fällt das Haar Marias offen und wellig herab. Am Ringfinger der linken Hand trägt sie einen breiten, goldenen Ring, in dessen Mitte ein blauer Stein gefasst ist. Darüber befindet sich ein schmaler, zweiter goldener Ring. Hemd und Robe sind geöffnet. Mit der linken Hand reicht Maria dem Jesuskind die Brust; der Blick ihrer niedergeschlagenen Augen ist auf das Gesicht des Kindes gerichtet.
Der Christusknabe sitzt in aufrechter Haltung auf einer Windel, die über einen Teil des roten Umhangs ausgebreitet ist. Der aschblond behaarte Kopf des Christusknaben ist für den Betrachter nur im Profil zu sehen und etwas nach hinten geneigt. Den Blick hat das nackte Kind auf das Gesicht seiner Mutter gerichtet. Die Füße stemmt das Kind gegen den Leib seiner Mutter, und mit seiner rechten Hand greift es nach dem Arm der Mutter. In seiner linken Hand hält es einen Apfel. Dort, wo Maria mit ihrer rechten Hand ihren Sohn im Rücken stützt, schiebt sie seine Haut in kleinen Fältchen nach oben.

## Veränderungen am Gemälde im künstlerischen Gestaltungsprozess
Sowohl durch röntgentechnische Analysen des Gemäldes als auch der Untersuchungen durch Infrarot-Reflektografie ist heute bekannt, welche Veränderungen Jan van Eyck an der ersten Farbfassung des Gemäldes vornahm.
Jan van Eyck hat in geringem Umfang Korrekturen an der Handhaltung Mariens, an der Windel sowie an der Figur des Christusknaben vorgenommen. In weit größerem Umfang veränderte er die Darstellung des Innenraums, des Baldachins sowie den Podest des Throns. Der Thronpodest wies ursprünglich zwei Stufen auf. Der Teppich fehlte. Der Innenraum schloss nicht mit einem Kreuzrippengewölbe, sondern mit einer Flachdecke ab; es gab keine Occuli. Der Baldachin war ursprünglich weniger breit, und die Fransendecke war an den Seiten weniger stark herabgezogen. Nach den Rekonstruktionen des Städel Museums fehlten ursprünglich auch die Dreiviertelsäulen in den Raumecken. Jan van Eyck rückte außerdem den Löwen, der die vom Betrachter aus gesehenen rechte Armlehne des Thrones krönte, etwas weiter nach vorne. Alle diese Veränderungen trugen dazu bei, die Tiefe des dargestellten Raumes zu betonen.

## Einordnung der Lucca-Madonna im Werk Jan van Eycks
Die Lucca-Madonna ist eines von sechs heute bekannten Madonnengemälde Jan van Eycks, die auf einen Zeitraum zwischen der Beendigung der Arbeit am Genter Altar im Jahre 1432 und seinem Tod im Juni 1441 datiert werden. Dazu zählen im Einzelnen

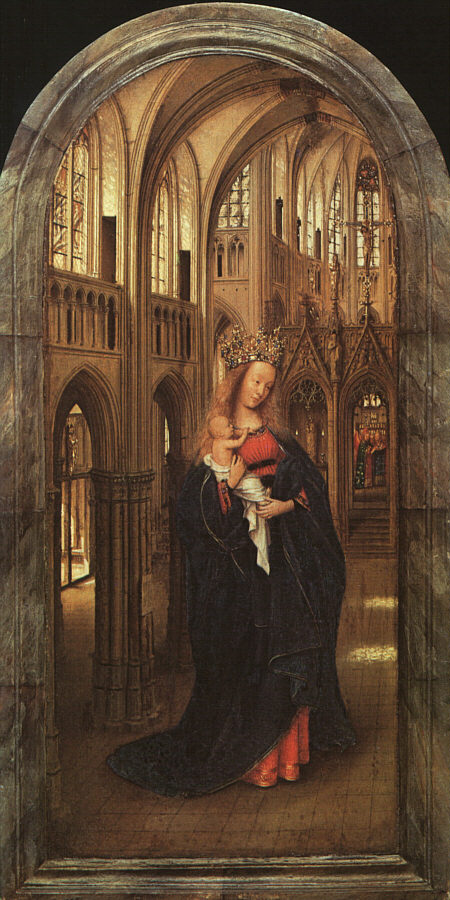
Die „Madonna in der Kirche“ zählt zu den Madonnengemälden, die Bezug auf eine Stifterfigur nehmen. Diese ist hier auf einer Seitentafel dargestellt

- das Marien-Triptychon aus dem Jahre 1437, das sich heute in der Staatlichen Kunstsammlung Dresden befindet und auf dem die Madonna ebenso wie bei der Lucca-Madonna gleichfalls zwei Ringe am Ringfinger der linken Hand trägt[4];
- die Madonna in der Kirche, die in der Gemäldegalerie in Berlin zu sehen ist;
- die im Louvre befindliche Rolin-Madonna,
- die Madonna am Springbrunnen in Antwerpen sowie
- die Madonna des Kanonikus Joris van der Paele oder Paele-Madonna von 1436, die im Groeningemuseum in Brügge hängt. Dieses Gemälde gleicht in einer Reihe von Details der Lucca-Madonna: So ähneln sich die gestickten Säume und der Faltenwurf der roten Umhänge; beide Madonnenfiguren haben einen ähnlichen Kopfschmuck, und das Blumenmuster sowohl des Teppichs als auch der Stoffbespannung des Thrones gleichen sich.
- Unvollendet blieb die Madonna des Propstes van Maelbeke, die sich heute in Privatbesitz befindet und die im Bildaufbau der Paele-Madonna ähnelt.

Nur wenige der Madonnengemälde Jan van Eycks sind großformatige Tafeln wie etwa die unvollendet gebliebene Maelbeke-Madonna. Charakteristisch sind dagegen kleinformatige Gemälde wie das Dresdner Marien-Triptychon, ein kleines Reisealtärchen, das inklusive des erhalten gebliebenen Originalrahmens 33 mal 53,5 Zentimeter misst. Noch kleiner ist die Madonna am Springbrunnen, die mit einer Bildfläche von neunzehn Zentimetern mal zwölf Zentimetern nur wenig größer ist als eine Ansichtskarte. Zu diesen eher kleinformatigen Gemälden zählt auch die Lucca-Madonna.
Die Springbrunnen-Madonna und die Lucca-Madonna haben innerhalb dieser Madonnengemälden darüber hinaus eine Sonderstellung, weil auf beiden Gemälden die Bezugnahme auf eine Stifterfigur fehlt. Nach Ansicht der Kunsthistorikerin Carol Purtel stehen diese beiden Gemälde damit in der Tradition von Andachtsbildern, wie sie bereits Maler der Schulen von Siena und Florenz gegen Ende des 13. und zu Beginn des 14. Jahrhunderts schufen. Die meisten dieser Gemälde zeigen ausschließlich die Gottesmutter mit dem Christusknaben und zeigen beide Figuren während einer intimen, aufeinander bezogenen Handlung. Eine Reihe von Kunsthistorikern gehen heute davon aus, dass sich Jan van Eyck um 1426 in Italien aufhielt und dabei die Gelegenheit hatte, Gemälde dieser Schulen zu studieren. Urkunden weisen den Maler als engen Vertrauten des Herzogs Philipp von Burgund aus und Jan van Eyck wurde mehrfach von ihm mit diplomatischen Missionen beauftragt. So war Jan van Eyck 1427 Mitglied einer Gesandtschaft, die in Aragonien eine Ehe zwischen dem Herzog und einer spanischen Adligen anbahnen sollte. Von 1428 bis 1429 bereiste er mit einem ähnlichen Auftrag Portugal sowie die benachbarten spanischen Provinzen Galicien, Kastilien und Andalusien. Während die Reiseziele dieser diplomatischen Missionen bekannt sind, geht das Reiseziel der ersten diplomatischen Mission, die Jan van Eyck im Auftrag des Herzogs unternahm, nicht aus den Rechnungsbüchern des herzoglichen Hofes hervor. Erwähnt ist nur, dass Jan van Eyck 1426 eine „weite geheime Reise“ unternahm. Das Ziel ist mit hoher Wahrscheinlichkeit Italien gewesen. Als Beleg für einen Aufenthalt in Italien wird auch gewertet, dass Jan van Eyck mehrere seiner Gemälde mit Namen und mitunter sogar einer Jahreszahl versah, was zu diesem Zeitpunkt zwar in Italien, aber nicht in den Niederlanden gebräuchlich war.
Einige Details der Raumdarstellung der Lucca-Madonna finden sich auf zwei älteren Gemälden Jan van Eycks, nämlich sowohl auf dem Arnolfini-Hochzeit als auch auf dem Genter Altar wieder. Beim Arnolfini-Doppelporträt ist wie bei der Lucca-Madonna links ein hohes Fenster dargestellt, liegt eine Frucht auf dem Fenstersims und eine geschnitzte Löwenfigur verziert den Stuhl hinter der Braut. Auf der Verkündigungstafel des Genter Altars finden sich gleichfalls eine Glaskaraffe, ein Kerzenleuchter und eine große Schüssel oder Waschbecken.

## Bildsprache

### Bildaufbau

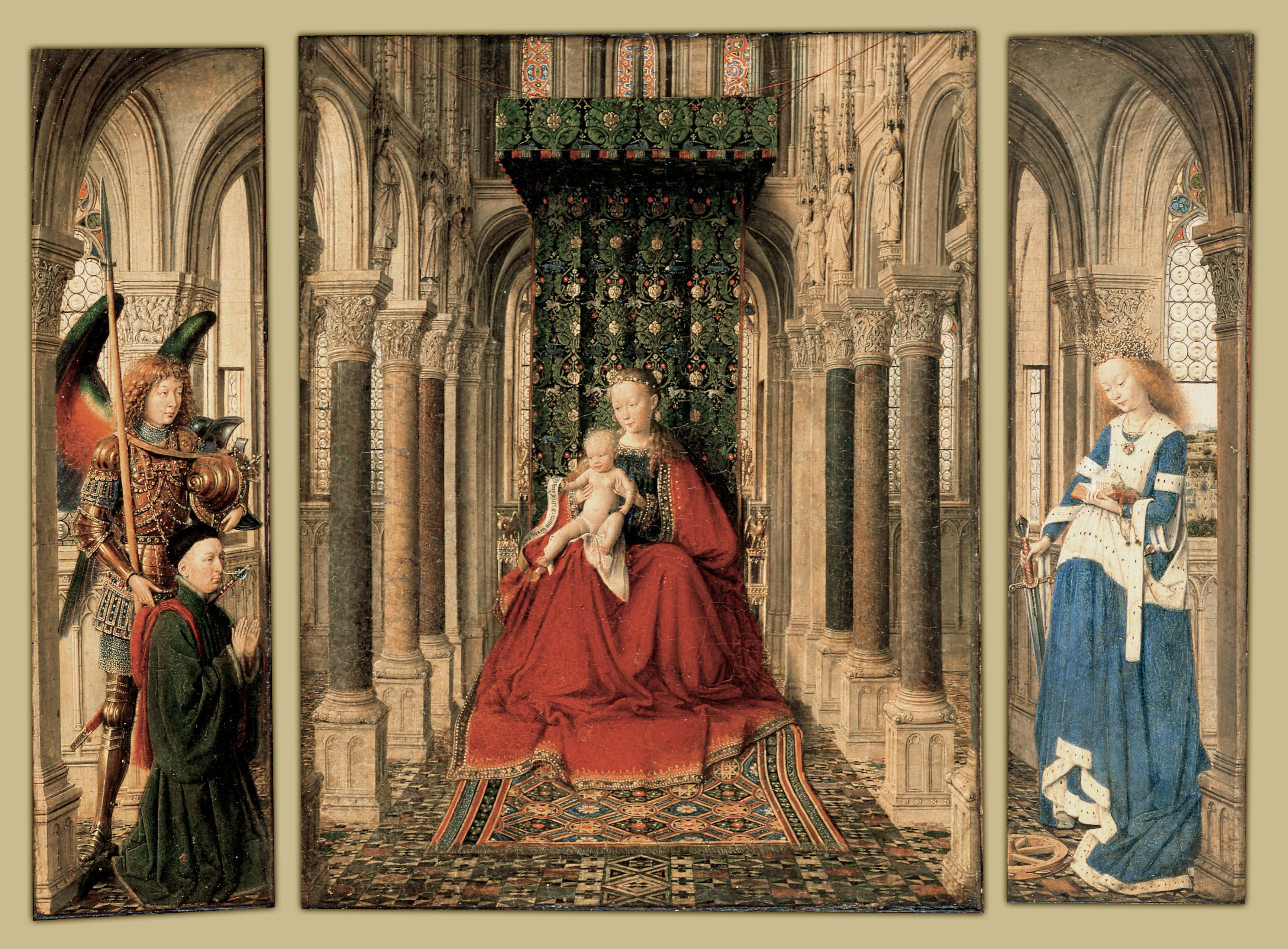
Dresdner Marien-Triptychon, Jan van Eyck, um 1437, Gemäldegalerie in Dresden

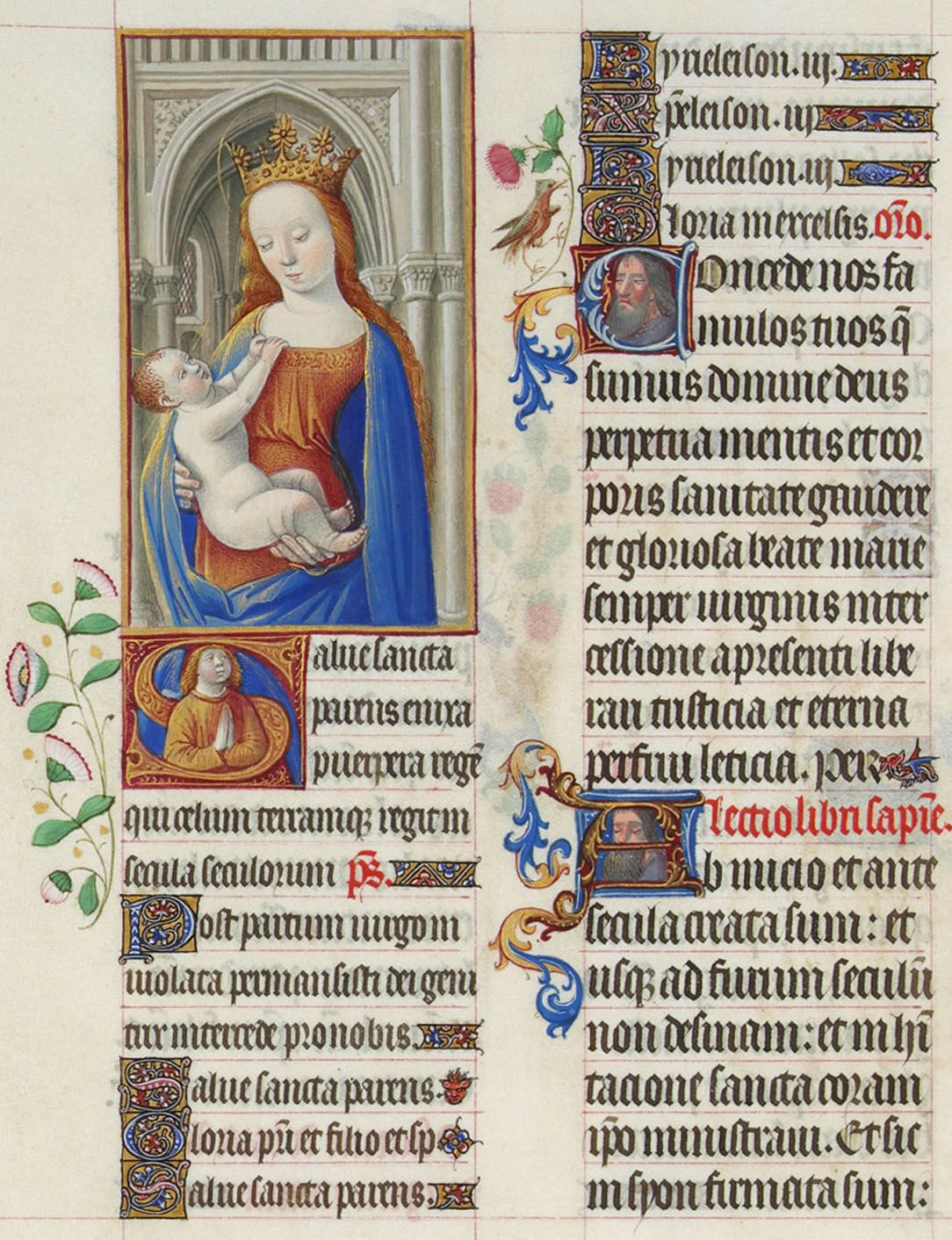
Darstellung der Madonna mit Kind, Très Riches Heures, Brüder von Limburg

Die mit 63,8 mal 47,3 Zentimeter verhältnismäßig kleine Bildfläche lässt den Schluss zu, dass das Bild nicht für den Altarraum einer Kirche bestimmt war, sondern für einen Auftraggeber gemalt wurde, der ein privates Andachtsbild wünschte. Auch die Ausführung des Bildes lässt darauf schließen. Der durch den unteren Bildrand beschnittene Teppich, die oberhalb der Bildmitte befindlichen Figurendarstellungen sowie die scheinbar willkürliche Beschneidung von Deckengewölbe und Seitenwänden geben dem Betrachter das Gefühl, sich im selben Raum wie die erhöht sitzende Marienfigur mit dem Christusknaben zu befinden. Einige Details wie der auf der Kante der Thronstufen aufbrechende Teppichflor sind ein Beleg dafür, dass das Gemälde für einen Betrachter geschaffen wurde, der sich in extremer Nahsicht mit dem Bildinhalt auseinandersetzen kann. Oswald Goetz schrieb dazu in einer Bildbetrachtung aus dem Jahre 1932:
Der Beschauer hat sich dem Thron genähert. Er teilt die Kühle des Raumes mit dem Paar, übermächtig groß thront Maria vor ihm. Man hat das Gefühl, als nähme man ungerufen teil an dieser intimen Stunde. Wie zu einem Zeremoniell in aller Pracht gekleidet, sitzt Maria auf dem Thron, in feierlicher Größe und Unnahbarkeit, und wie durch ein Wunder enthüllt sich uns die heiter-ernste Beschäftigung von Mutter und Kind, die niemandes achtend anmutig einander hingegeben sind. Das weiche, gedämpfte Licht überspielt sie, wir sind so nah, daß wir die Stäubchen in der Luft fallen und steigen sehen.
Trotz dieser monumentalisierenden Überhöhung der Marienfigur und des Christusknabens beschreibt János Végh es als intimes, bürgerliches Bild. Die beiden Figuren thronen nicht in einem prächtig ausgestatteten Kirchenraum wie etwa bei dem Dresdner Marien-Triptychon. Es fehlen auch Schutzheilige, die die Besonderheit des Augenblicks betonen. Nur der Teppich und der Baldachin heben die beiden Figuren aus der schlichten Umgebung hervor. Die räumliche Tiefe wird durch die perspektivische Darstellung der Fliesen sowie des Thronsockels und der Löwenskulpturen auf Arm- und Rückenlehne betont. Die Verwendung von Fliesen zur Betonung der Tiefenausdehnung weisen auch auf den Einfluss italienischer Bilder hin, die Jan van Eyck während seiner vermuteten Italienreise studieren konnte. Auch die große, pyramidenförmig fallende Heuke, die die Marienfigur umhüllt, betont die Raumtiefe. Der Faltenwurf des Umhangs an seinem Ende deutet an, dass sich unter dem Umhang Thronstufen verbergen. Eine scharfe Linie betont die Kniehöhe der Marienfigur. Die Oberschenkelpartie sowie die Sitzfläche des Thrones sind nicht dargestellt, was dem Betrachter den Eindruck verleiht, zu einer erhöht sitzenden Figur aufzublicken. Sein Augenpunkt ist so gewählt, dass er auf der Knielinie ruht.
Die Darstellung des Christusknaben in einer Seitensicht ist eines der Bildmerkmale, die die Lucca-Madonna von norditalienischen Andachtsbildern unterscheidet, bei denen die zentrale Figur grundsätzlich in Frontalsicht gezeigt wird. Diese Darstellungsform taucht das erste Mal bei Pariser Buchmalern zu Beginn des 15. Jahrhunderts auf, findet sich bei Mariendarstellungen der Très Riches Heures der Brüder von Limburg sowie in einem in Utrecht entstandenen Andachtsbuch der Maria von Guelders aus dem Jahre 1415. Die Kunsthistorikerin Carol Purtle konnte anhand der Ähnlichkeit der Bildlösungen nachweisen, dass Jan van Eyck mit hoher Wahrscheinlichkeit mit einigen dieser Buchmalereien vertraut war.

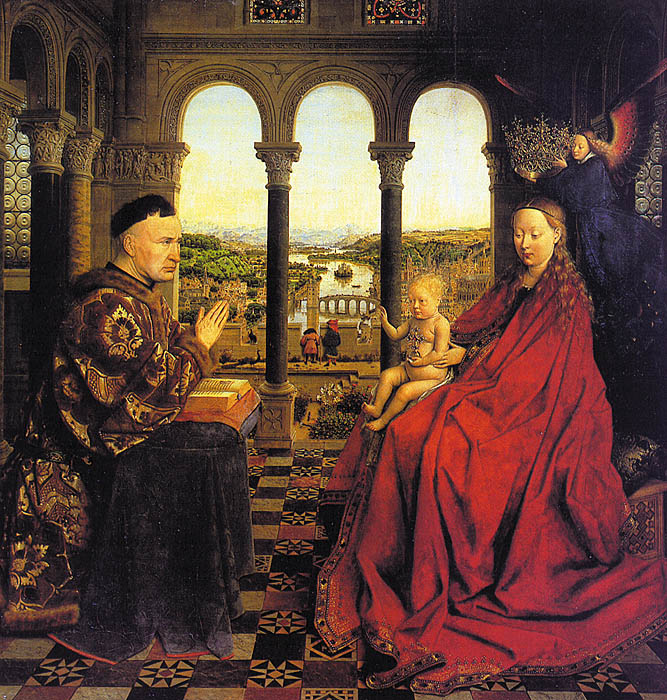
Rolin-Madonna

### Der rote Umhang
Das Gemälde ist dominiert vom Rot der Heuke. Dieser rote Farbton wird auch bei einigen der Blüten auf der Stoffbespannung der Thronrückseite sowie am Ärmel des Rocks aufgegriffen. Jan van Eyck hat mehrfach seine dargestellten Personen in solche stoffreichen, roten Umhänge gehüllt. Die Gottvaterfigur auf der zentralen Tafel des geöffneten Genter Altars weist einen mit der Darstellung der Lucca-Madonna ähnlich üppigen roten Umhang auf. Auch hier ist der Saum mit Gold und Perlen bestickt. In ähnlicher Weise hat Jan van Eyck die Heuke der Madonnenfigur auf dem Dresdner Marien-Triptychon sowie der Rolin-Madonna gemalt. Die Verwendung der Farbe Rot für die Bekleidung von Madonnen- oder Gottvaterfiguren ist ein Charakteristikum der niederländischen Malerei des 15. Jahrhunderts. Italienische Maler verwendeten als Farbe bevorzugt das kostbare Ultramarin, das in bester Qualität mehr wert war als sein Gewicht in Gold und das man wegen dieses hohen Materialwerts als angemessene Wahl ansah. In den Niederlanden schätzte man dagegen zu dieser Zeit besonders scharlachfarbene Gewänder, die mit dem teuersten Textilfarbstoff Karmin gefärbt waren. Dieser Farbstoff wurde aufwändig aus den Eiern der Schildlausarten Kermes ilicis und Kermes vermilio gewonnen. Entsprechend dem Modegeschmack seiner niederländischen Zeitgenossen hat Jan van Eyck auf mehreren Gemälden seine zentralen Figuren in rote Gewänder gehüllt. Er verwendete dabei auf seinen Gemälden als untere Farbschicht Zinnoberrot. Dieses kann sich allerdings unter Lichteinwirkung zu einem braunen oder fast schwarzen Farbton verändern. Um dies zu verhindern, legte Jan van Eyck eine zweite Farbschicht aus transparentem, dunklem Krapprot darüber, was einerseits eine Farbveränderung des Zinnobers verhinderte und gleichzeitig den roten Gewändern einen Glanz verleiht, der sich bis heute erhalten hat.

### Die stillende Mutter

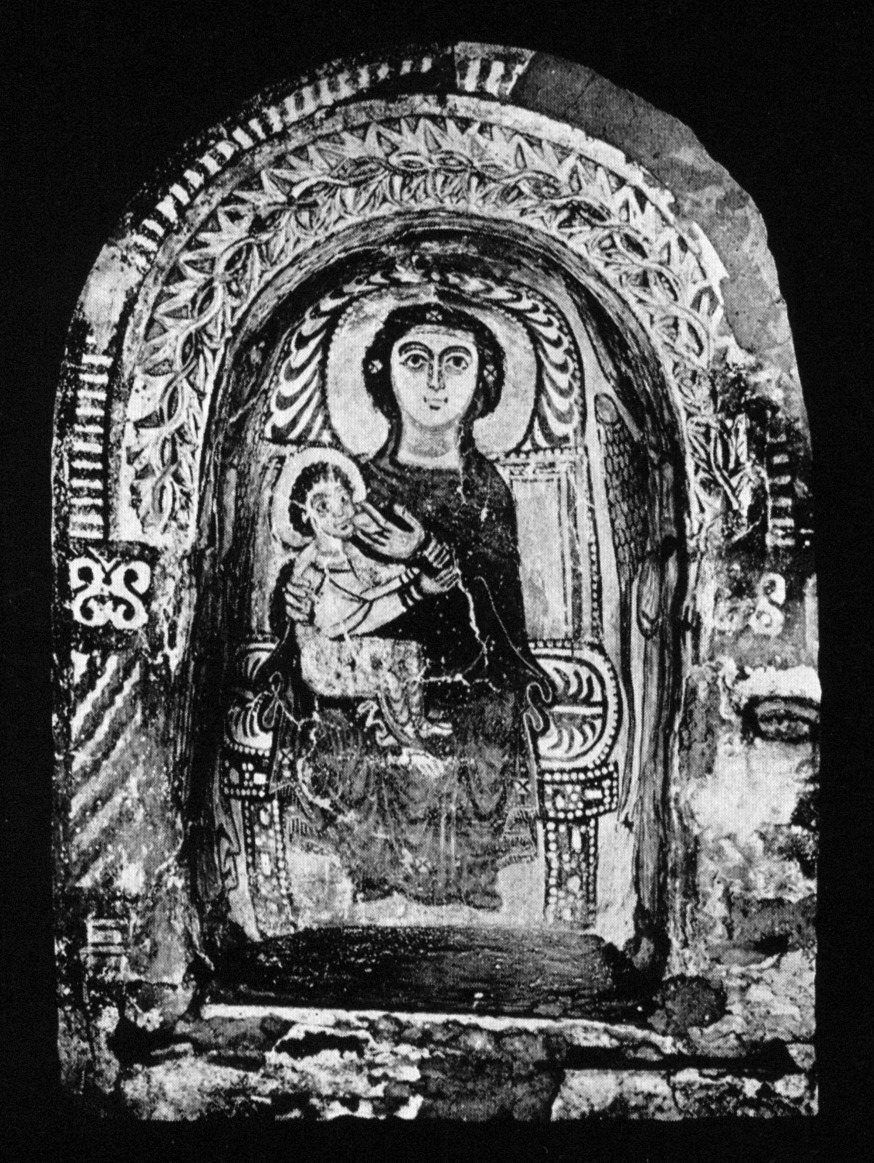
Galaktrotrophusa aus einem koptischen Kloster

Die stillende Maria, die sich wie in der Lucca-Madonna mütterlich dem Kind hingibt, ist ein uralter Bildtypus schon aus der Spätantike. Sie wurde griechisch als Galaktotrophousa, lateinisch als Maria Lactans bezeichnet. Im Jeremiaskloster Saqqara in Ägypten findet sich ein Fresko, datiert „nach 500“, das Mutter und Kind in sehr ähnlicher Position darstellt. Später wurde das Motiv vor allem nördlich der Alpen beliebt. Es weist auf ein Umfeld hin, das es als idealtypisch ansah, wenn eine Mutter auf die Amme verzichtete und ihr Kind selbst säugte. Dabei wurde Maria als Vorbild herangezogen. Bereits in Wolfram von Eschenbachs Parzival rechtfertigt Herzeloyde mit dem Hinweis auf die Gottesmutter, dass sie ihren Sohn selbst nährt. Die 1431 gestorbene Christine de Pizan betonte in ihren Les XV Joyes Notre Dame (Die fünfzehn Freuden Mariens) die Wonnegefühle, die Maria beim Stillen ihres Sohnes empfand. Mapheus Vegius bezog sich in seiner 1444 verfassten Erziehungslehre nicht direkt auf Maria. Er rühmte vielmehr an der Mutter des heiligen Bernhard, dass sie es als ihre Pflicht ansah, ihre Kinder selbst zu stillen. Bei privaten Andachtsbildern, die in Norditalien in dieser Zeit in Auftrag gegeben wurden, ist der Bildtypus der stillenden Madonna dagegen selten. Es fehlen hier auch Darstellungen, die Maria bei der Verrichtung anderer hausfraulicher Aufgaben zeigt. Nach Ansicht des Historikers Klaus Schreiner reflektiert sich darin die Lebensrealität der Schichten, die in Norditalien finanziell in der Lage waren, ein privates Andachtsbild zu erwerben. In norditalienischen Patrizierfamilien war es mehr als nördlich der Alpen selbstverständlich, dass eine Amme das Kind säugte und Bedienstete das Kleinkind großzogen. Entsprechend ist die Mutter-Kind-Beziehung in der norditalienischen Tafelmalerei nur angedeutet – das Kleinkind saugt nicht an der Brust der Mutter, es nestelt bestenfalls an der Kleidung der Mutter.
Das Neue Testament deutet nur an einer Stelle an, dass Maria ihren Sohn säugte: Im Lukas-Evangelium findet sich die Überlieferung, dass eine Frau aus dem Volk den Leib, der Jesus getragen habe, und die Brüste, die ihn gesäugt haben, als selig preist (Luk. 11, 27–28). Das Bild der mit der Milch ihrer Brüste nährenden Gottesmutter hat trotzdem in der christlichen Theologie und Symbolsprache eine vielschichtige Bedeutung erlangt. Bereits die frühen Kirchenväter Irenäus von Lyon, Augustinus, Clemens von Alexandria oder Ambrosius von Mailand sprechen bildhaft von einer Kirche, die wie eine Mutter die zu ihr gehörenden Gläubigen mit der Milch des Glaubens nähre. Theologen wie Tertullian oder Athanasius der Große betonen, dass der körperliche Vorgang des Stillens belege, dass Jesus einen menschlichen Körper habe und gleichzeitig Gottessohn wie wahrer Mensch sei. Die entblößte Brust deutet gleichzeitig symbolhaft das Versprechen Marias an, dass der Gläubige am Tag des jüngsten Gerichtes auf die Fürsprache der Mutter Gottes vertrauen könne. Ein Fresko, das fast 50 Jahre nach der Lucca-Madonna entstand und das sich an der Südwand des Doms von Graz befindet, macht dies wegen der darauf befindlichen Fürbitte besonders deutlich:

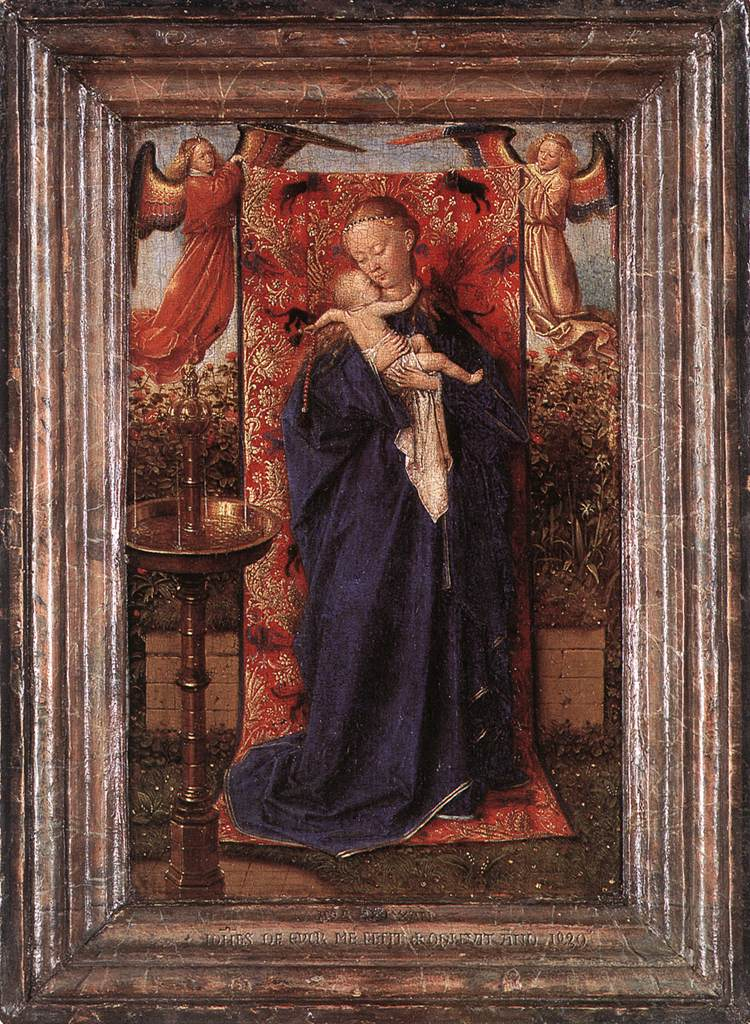
Madonna am Springbrunnen – ähnlich wie bei der Lucca-Madonna ist hier die Stifterfigur nicht dargestellt

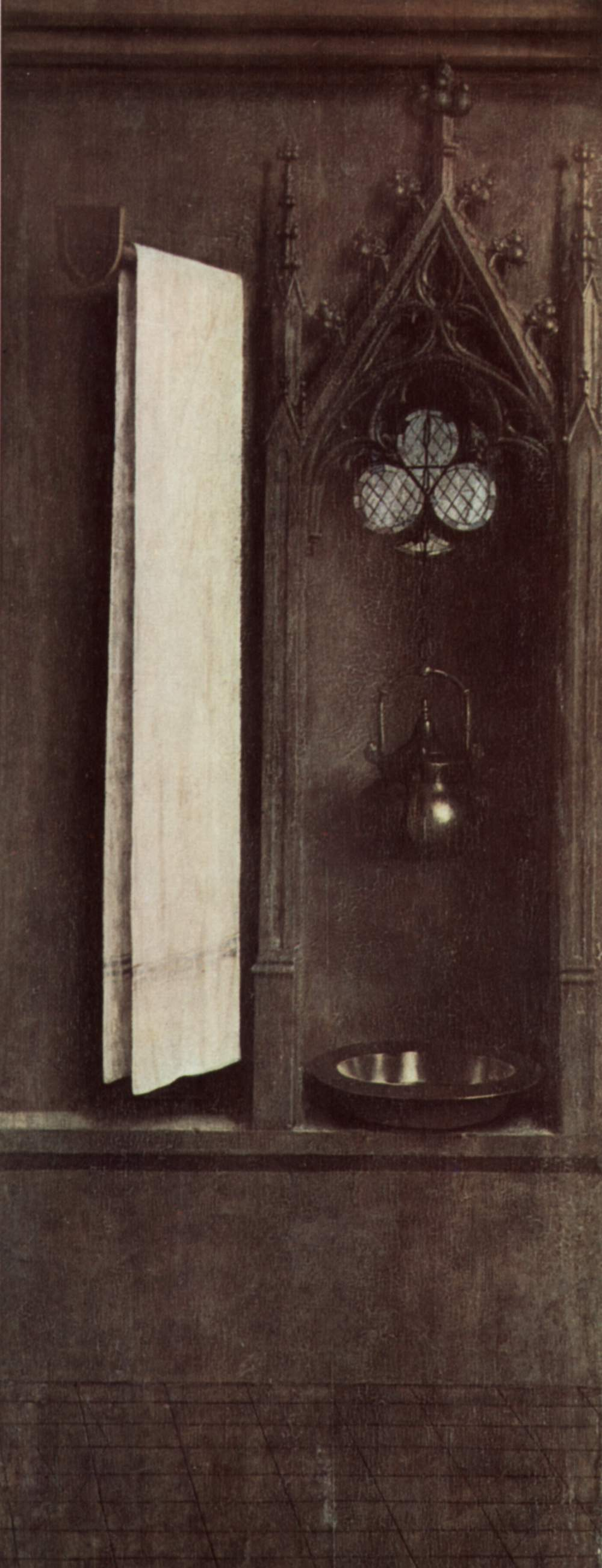
Genter Altar, Verkündigungstafel: Handtuch, Waschschüssel und Wasserkaraffe weisen auch hier auf die rituelle Reinigung der Braut hin

Oh Herrgott und ainiger sun
Erbarm dich über den Sünder nun
Sieh an die prusst dy saugtn dich
Vergib dem sunder durch mich

### Symbolik
Im Mittelpunkt des Gemäldes befindet sich ein kleiner Apfel, den der Christusknabe in seiner linken Hand hält. Der Apfel läge eigentlich im Körperschatten des Kindes. Jan van Eyck hat ihn aber so gemalt, als fiele Licht auf ihn. Die zentrale Position auf dem Gemälde und die malerische Hervorhebung betonen die Bedeutung des Apfels in der Bildaussage.
Die Symbolsprache des Apfels ist in der Bildenden Kunst vielfältig: Bereits die Kirchenväter setzten den Baum der Erkenntnis dem Apfelbaum gleich und bis heute wird der Apfel als Symbol des Sündenfalls verstanden, auch wenn im 1. Buch Mose nicht erwähnt ist, von welchem Baum Eva die verbotene Frucht pflückte. Der Apfel kann jedoch gleichermaßen als ein Hinweis auf den umfriedeten Garten verstanden werden, der im alttestamentlichen Hohem Lied beschrieben ist. Anders als im Bericht vom Sündenfall ist der Apfel im Hohenlied zweimal namentlich genannt:
 Wie ein Apfelbaum unter den wilden Bäumen, so ist mein Freund unter den Jünglingen. Unter seinem Schatten zu sitzen, begehre ich; und seine Frucht ist meinem Gaumen süß.  (Hld 2,3)
 Ich sprach: Ich will auf den Palmbaum steigen und seine Zweige ergreifen. Lass deine Brüste sein wie Trauben am Weinstock und den Duft deines Atems wie Äpfel;  (Hld 7,9)
Bezieht sich der Apfel auf den Sündenfall, dann sind der Christusknabe und Maria als neuer Adam und neue Eva dargestellt, die statt zur Verdammnis die Menschheit zu ihrer Erlösung führen. Dass auf der Lucca-Madonna Christus als säugendes Kind dargestellt ist, schränkt diese Interpretation nicht ein. Die zu Zeiten von Jan von Eyck weit verbreitete „Maria Thronus“-Predigt bezeichnet Marias schwangeren Leib als das Paradies des neuen Adams. Und während der alte Adam, der die von Eva angebotene verbotene Frucht aß, dadurch das Paradies verlor und sterblich wurde, verheißt der neue Adam, der von der neuen Eva genährt wird, erneut die Unsterblichkeit. Carol Purtle hat in ihrer Bildanalyse gezeigt, dass diese Interpretation zwar nahe liegt, dass es aber auch eine Reihe von Hinweise gibt, dass Jan van Eyck eine andere Bildaussage beabsichtigte. Es sind vier Gemälde von Jan van Eyck überliefert, auf denen Adam und Eva abgebildet sind. Sie stehen nie im Bildmittelpunkt, sondern sind immer schmückendes und ergänzendes Beiwerk – auf der Paele-Madonna zieren sie beispielsweise als Schnitzwerk den Thron Mariens. Bezieht sich Jan van Eyck auf den Sündenfall, dann ist es Eva, die den Apfel in der Hand hält.
Das alttestamentliche Hohe Lied, auf das der dargestellte Apfel gleichfalls hinweist, ist eine Sammlung von Liebesliedern, die schon von den jüdischen Schriftgelehrten allegorisch-theologisch verstanden wurde, denn bereits beim Propheten Jesaja heißt es …wie sich ein Bräutigam freut über die Braut, so wird sich dein Gott über dich freuen. Das Christentum hat sich dieser theologischen Auslegung der Liebeslieder angeschlossen und stets in Christus den Bräutigam gesehen. Im Laufe der Jahrhunderte wurde jedoch die Frage, wer als Braut zu sehen ist, unterschiedlich beantwortet. In den ältesten Interpretationen hat zunächst die Kirche, die „ecclesia“, die Rolle der Braut inne. In der mittelalterlichen Mystik, wie sie unter anderem der im 12. Jahrhundert lebende Bernhard von Clairvaux vertrat, ist es dann die Seele des Einzelnen, die sich in einer „unio mystica“ mit Christus vermählt. Im gleichen Jahrhundert wird Maria zunehmend der Kirche gleichgesetzt und gleichzeitig als Mutter und Braut interpretiert. Entscheidend für diese Auslegung waren insbesondere die Schriften des Rupert von Deutz, der in nicht weniger als sieben Kommentaren die Jungfrau Maria als die Braut des Hohenliedes sah. Auf diese Interpretationen weisen nicht nur das mädchenhaft offen herabfallende Haar und der juwelengeschmückte Haarreif, sondern – nach Ansicht von Carol Purtle – auch die zwei Ringe hin, die Maria am Ringfinger ihrer linken Hand trägt. Sie stellen Maria als eine zweifache Braut dar, die sich gleichzeitig als Stellvertreterin der „ecclesia“ und als Jungfrau Maria mit dem göttlichen Bräutigam vermählt. Ähnlich wie der Apfel ist auch die ringgeschmückte Hand im Zentrum des Gemäldes.
Der von Löwen geschmückte Thron unterstreicht die Bezugnahme auf die Braut des Hohenliedes. Diese Sammlung von Liebesliedern wurde König Solomon zugeschrieben, von dem das Alte Testament berichtet, dass er auf einem Löwenthron saß. Auch die Wasserkaraffe und die Schüssel weisen auf die Deutung der Madonnenfigur als Braut. Beide tauchen bereits auf der Verkündigungstafel des Genter Altars auf und können als Anspielung auf die rituelle Reinigung der Braut vor der Hochzeit interpretiert werden.  Hinter der Karaffe, inmitten des von ihr geworfenen Schattens, fällt ein Lichtfleck auf die Nischenwand, der offenbar durch die Flüssigkeit hindurch gedrungen ist; das wird verstanden als Hinweis auf Marias Jungfräulichkeit oder auch auf ihre Geburt ohne Sünde, die Unbefleckte Empfängnis.

## Datierung der Lucca-Madonna
Jan van Eyck war der erste niederländische Maler, der Gemälde signierte und gelegentlich sogar mit einer Jahreszahl versah. Im Falle der Lucca-Madonna fehlt allerdings sowohl die Signatur als auch eine Datierung. Jan van Eyck brachte beides häufig auf dem Rahmen an. Der Originalrahmen der Lucca-Madonna ist jedoch nicht erhalten geblieben; die Tafel befindet sich heute in einem modernen Rahmen. Kunsthistorischer Konsens ist, dass die Lucca-Madonna jüngeren Datums ist als der Genter Altar, an dem Jan van Eyck seine Arbeit 1432 abschloss. Eine genauere Datierung ist anhand des Vergleichs mit anderen Madonnendarstellungen Jan van Eycks versucht worden.

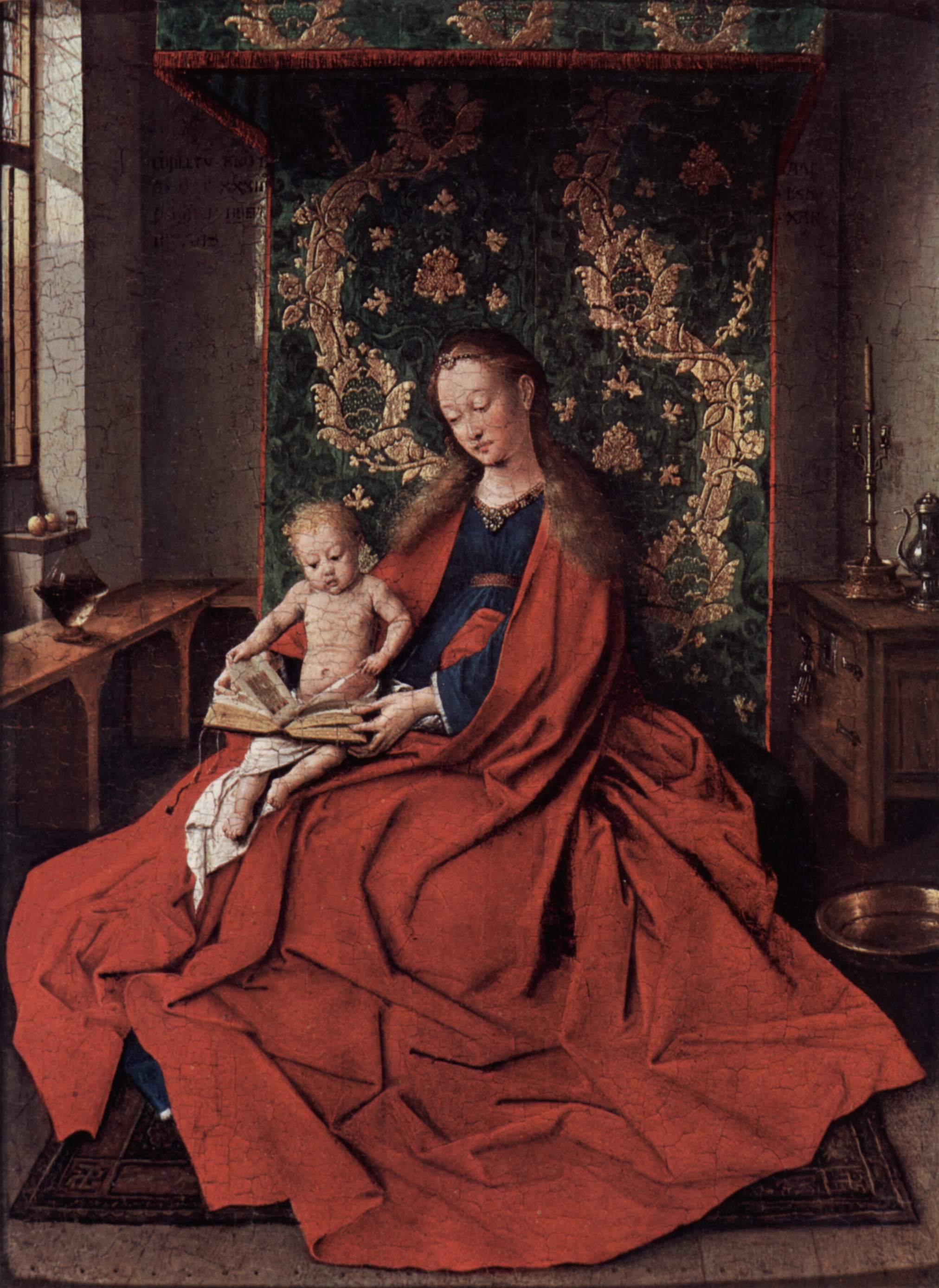
Die Ince-Hall-Madonna – sie gilt heute nicht mehr als ein Gemälde Jan van Eycks

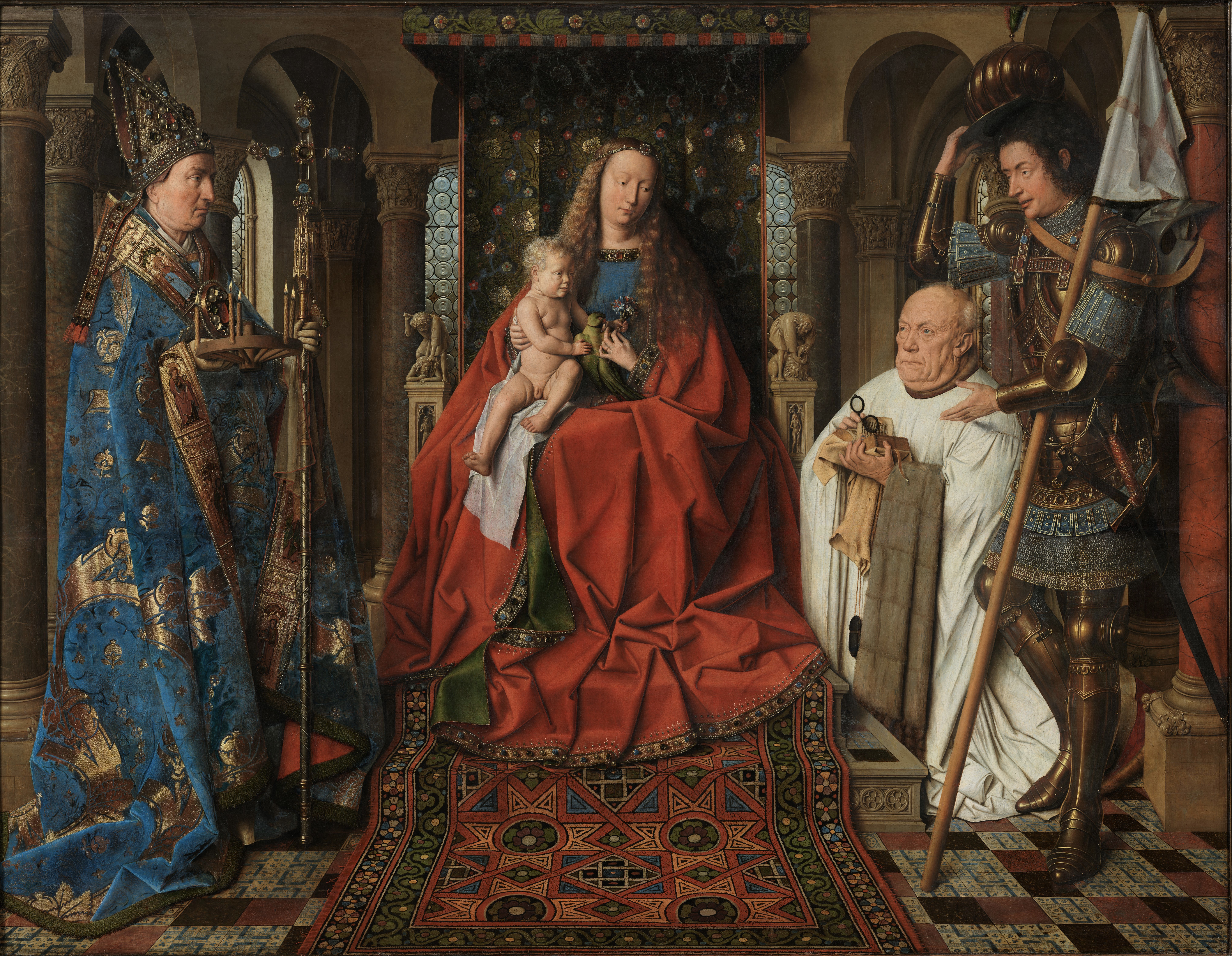
Madonna des Kanonikus Joris van der Paele

Für Datierungsversuche der Lucca-Madonna dienten lange Zeit Vergleiche mit der sogenannten Ince-Hall-Madonna, die als ein datiertes und signiertes Original von Jan van Eyck galt. Anders als eine Reihe von van Eyck’schen Tafelgemälden trägt dieses die Signatur und die Datierung auf das Jahr 1433 allerdings auf der Bildfläche und nicht auf dem Rahmen. Bis zu einer genaueren Analyse des Bildes galt als kunstgeschichtlich weit akzeptierter Erklärungsversuch, dass nach dem Verlust des Originalrahmens die ursprünglich vorhandene Signatur nachträglich durch einen unbekannten Maler auf die Bildfläche übertragen wurde. Genauere Untersuchungen haben jedoch gezeigt, dass dieser Erklärungsversuch nicht greift. Signatur und Inschrift liegen in der Malfläche selbst und sind nicht nachträglich angebracht. Heute gilt die Ince-Hall-Madonna auch nicht mehr als eine getreue Kopie eines verlorengegangenen Jan-van-Eyck-Originals, da die gewählte Darstellung eine Reihe von Widersprüchen aufweist: Obwohl die Marienfigur von einem prunkvollen Thronbaldachin überkrönt ist, sitzt sie nicht auf einem Thron, sondern hockt am Boden, wie es für die Darstellungsform einer Madonna humilitatis charakteristisch ist. Die räumliche Beziehung zwischen der Marienfigur und dem Christusknaben mit dem sie umgebenden Mobiliar ist nur vage angedeutet, und dem Bildaufbau fehlt die Tiefenausdehnung, die Jan van Eyck seiner Lucca-Madonna verleihen konnte. Die Ince-Hall-Madonna wird deswegen mittlerweile als ein Gemälde eines Jan-van-Eyck-Nachfolgers eingeordnet, der sich in starkem Maße entweder an der Bildkomposition der Lucca-Madonna oder einem anderen, nicht erhalten gebliebenen Madonnengemälde Jan van Eycks anlehnte. Die Datierung des Bildes gilt als apokryph und damit als wertlos für die zeitliche Einordnung der Lucca-Madonna.
Zwei andere Madonnendarstellungen Jan van Eycks lassen sich zeitlich einordnen, so dass sie über Stilvergleiche zu einer Feindatierung der Lucca-Madonna herangezogen worden sind: Die Madonna des Kanonikus Joris van der Paele, die sich heute im Groeningemuseum in Brügge befindet, ist auf dem Originalrahmen mit dem Jahr 1436 datiert. Bei dem Marien-Triptychon, das sich heute in der Staatlichen Kunstsammlung Dresden befindet, wurde bei einer neuzeitlichen Restaurierung die bislang übermalte Datierung auf das Jahr 1437 freigelegt. Der Kunsthistoriker Otto Pächt ordnet die Lucca-Madonna stilistisch früher als diese zwei datierten Madonnengemälde ein. Wie bei der Lucca-Madonna schließt sich auch bei der Figurenpyramide der Paele-Madonna die Brustpartie ohne Überleitung an die Horizontale des Schoßes der Madonna an. Während aber der Christusknabe bei der Lucca-Madonna bildparallel dargestellt ist, ist der Christusknabe der Paele-Madonna mit der Dreiviertel-Wendung des Oberkörpers und des Kopfes sowie der verkürzten Beinpartie eine sehr viel komplexere Lösung als die Darstellungsform der Lucca-Madonna. Noch weiter geführt ist die Tiefenstaffelung der dargestellten Madonnenfigur mit Christusknaben im Dresdner Marien-Triptychon.
Die Methode des Stilvergleichs zur Datierung unterstellt eine lineare stilistische Entwicklung Jan van Eycks, die von Kunsthistorikern auch bestritten wurde. Sie berücksichtigt nicht, dass Jan van Eyck den Darstellungsmodus in Abhängigkeit von der Bildfunktion gewählt haben könnte. Die Lucca-Madonna kann als Andachts- oder Meditationsbild verstanden werden, das sich mit der frontalen Ausrichtung der Figuren bewusst an den direkt davor betenden Auftraggeber wenden wollte. Eine Stifterfigur in einem reich ausgestatteten Kirchenraum schafft eine Distanz zwischen dem Beschauer und der dargestellten Figurengruppe.  Die Bildsprache der Lucca-Madonna kann deshalb auch als radikaler und weiter fortgeschritten als die der Paele-Madonna oder des Dresdner Marien-Triptychons begriffen werden.
Neben der stilistischen Analyse gibt der Bildträger einen wichtigen Anhaltspunkt für die Datierung des Gemäldes. Jan van Eyck hat als Bildträger Eichenholzbretter verwendet, deren dendrochronologische Untersuchung nahelegt, dass sie von einem Baum stammen, der frühestens 1422, wahrscheinlich aber erst um 1428 gefällt wurde. Frisch gefälltes Holz ist als Bildträger ungeeignet; es muss zuvor einen langwierigen Trocknungsprozess durchlaufen, damit die Bretter nach der Bemalung nicht reißen. Auf Basis statistischer Untersuchungen der Zeitdauer zwischen Fällung und Verwendung als Bildträger liegt eine Bemalung ab 1438 nahe. Das Städel Museum, zu dessen Bestand das Gemälde heute zählt, geht von einem Entstehungszeitpunkt um 1437/1438 aus.

## Provenienz
Der Auftraggeber des Gemäldes ist unbekannt. Die Lucca-Madonna wurde erst im 19. Jahrhundert „wiederentdeckt“ und in den 1840er Jahren durch Johann David Passavant Jan van Eyck zugeordnet. Zu Beginn des 19. Jahrhunderts befand sich das Bild noch im Besitz des Marquis Cittadella in Lucca. Von dort gelangte es in die Sammlung von Karl Ludwig von Bourbon-Parma, der von 1824 bis 1847 Herzog von Lucca war. Der Brüsseler Kunsthändler C. J. Niewenhuysen erwarb das Gemälde 1841 und verkaufte es 1843 an den niederländischen König Willem II. weiter. Nach dem Tode von Willem II. wurde die Kunstsammlung versteigert. Dabei konnte das Frankfurter Städel Museum das Bild nach einem Bieterwettstreit mit anderen europäischen Museen ersteigern.